# Karl Bubner
Karl Bubner (* 16. Januar 1902 in Schlebusch; † 16. August 1987 in Leichlingen) war ein deutscher Jurist und Politiker.

## Leben
Als Sohn eines Oberförsters geboren, studierte Bubner Rechtswissenschaften in Köln und Erlangen. Während seines Studiums wurde er 1921 Mitglied der Burschenschaft der Bubenreuther. Er wurde zum Dr. iur. promoviert. Im Jahre 1929 wurde er kurzzeitig mit der kommissarischen Wahrnehmung der Geschäfte des Landrats des  Kreises Steinfurt beauftragt. Zum 1. August 1935 trat er in die NSDAP ein (Mitgliedsnummer 3.709.720). 1933 bis 1945 war er Landrat des Kreises Altena. Danach war er Geschäftsführer des Landkreistages Nordrhein-Westfalen. 1952 wurde er Oberkreisdirektor im Rhein-Wupper-Kreis und war seit 1967 im Ruhestand.
1979 wurde er für seine Tätigkeit als Heimatforscher mit dem Rheinlandtaler ausgezeichnet.